# 佛性
佛性（Buddha-dhātu），大乘佛教術语，最早出現於《大般涅槃經》，為如來藏學派的學說之一。傳入中國後，成為涅槃宗中心教義，也影響到漢傳佛教各宗教，如地論宗、天台宗、禪宗等，成為漢傳佛教中很重要的教義。

## 字義
佛性這個名詞，最早出現於《大般涅槃經》，後來也被如來藏學派的各經典使用。《大般涅槃經》的梵文原本已經不在世上，其他經典的梵文原典也有缺點。現代學者經過梵文、藏文與漢譯本比較，發現漢語中的佛性，可能對應到多個梵文單字。如日本學者小川一乘比較《寶性論》的梵文本與漢譯本，發現Buddha-dhātu，tathagata-dhatu，dhatu，gotra，tathagata-gotra，buddha-garbha及tathagata-garbha等單字皆被譯為佛性，但是這幾個單字也被譯為如來藏、如來性等。大致上，佛性主要由buddha　與dhatu、gotra、garbha這幾個名詞組合而成。
被漢譯為佛性的梵文名詞，主要包括梵語：、梵語：、梵語：三者：
- 梵語：，譯為界[1][2]，梵語：字面直譯為佛界。
- 梵語：，是種性之意，buddha-gotra字面直譯為佛種性。
- 梵語：，字根源自動詞grbh（抓），引申出隱覆、胎藏之意。最早出自《梨俱吠陀》〈生主歌〉，以人類從子宮出生的例子，想像世界也是由一個胚胎所開始，在胚胎中蘊藏了世界的一切。梵語：，直譯為佛藏。

印順法師認為，《大般涅槃經》中的佛性原始梵文，可能是梵語：。。日本學者高崎直道比較《大般涅槃經》的漢譯本與藏譯本後，也認為梵語：翻成佛性的次數最多。

## 歷史
佛性這個術語出現的時間不詳，最早可能出現於《大般涅槃經》，成為這部經典的中心思想。東晉法顯首次譯出六卷本《佛說大般泥洹經》，將這個觀念與術語介紹入中國。

## 內涵
佛性一词在不同的說理情况下有深淺廣狹不同的内涵。例如：
《涅槃经》说：「佛性有种种名，于一佛性，亦名法性、涅槃，亦名般若、一乘，亦名首楞严三昧、狮子吼三昧」。
大乘佛教的二轉、三轉法輪经典即敘述：「一切众生皆有佛性！」此時的佛性一詞同如來藏義。
成佛之性：為禪宗所弘傳，依於如來藏法性而說：「一切众生都有觉悟成佛的可能性。」但众生因迷妄的深浅，而有贤愚、明昧的不同。
被等同於觉性、自性、本性、真如、实相、如来藏、圆觉等。
「佛性」為大乘佛教「有宗」的核心思想，亦為中國禪宗弘揚「人人皆有成佛之性」所常用的名相，就因有此成佛之性，才可能經由修學成佛之道而成佛。但並非全部佛教教派皆認可之觀念。

## 有情與無情
漢傳佛教中，一派認為，一切有情眾生皆有佛性，但是草木等無情之物則無佛性。另一派認為，佛性遍及一切，草木也有佛性，天台宗荊溪湛然有無情有性的說法。

## 外部連結
- 廖明活：〈南北朝時代的佛性學說——中國佛性思想的濫觴 （页面存档备份，存于）〉。
- 廖明活：〈初唐時期佛性論爭的兩個相關論題 （页面存档备份，存于）〉。
- 廖明活：〈初唐時期佛性論爭中的一乘問題 （页面存档备份，存于）〉。
- 廖明活：〈初唐時期佛性論中的真如所緣緣種子問題 （页面存档备份，存于）〉。
- 廖明活：〈法寶的佛性思想 （页面存档备份，存于）〉。
- 釋學友- 佛性義淺論 （页面存档备份，存于）

天親菩薩造 佛性論 http://tripitaka.cbeta.org/T31n1610 （页面存档备份，存于）